# 唐澤秀治
唐澤 秀治（からさわ ひではる）は、日本の脳神経外科医、船橋市立医療センター副院長。

## 略歴
1977年、東京医科歯科大学医学部を卒業する。1983年、日本脳神経外科学会専門医に認定される。1987年、医学博士号を取得する。
1992年日本救急医学会専門医となる。船橋市立医療センターでの脳死判定について、薬剤による脳死判定の影響に関連して、厚生省基準よりも厳格な基準を作り、実践している 。脳死判定について、2006年10月27日に、フジテレビ『ニュースJAPAN』に録画出演し、ラザロ徴候などの解説を行う。
2006年 Best doctors in Japan 2006-2007に選出される。

## 著作
- 『脳死判定ブック』(羊土社、2001年9月)ISBN 9784897066707